# Görlitz (distrito)
Görlitz é um distrito (kreis ou landkreis) da Alemanha localizado na região de Dresden, no estado da Saxônia. A capital é a cidade de Görlitz.

## História
O distrito foi estabelecido através da união dos antigos distritos de Löbau-Zittau e Niederschlesischer Oberlausitzkreis e da antiga cidade independente de Görlitz, como parte da reforma distrital de agosto de 2008.

## Cidades e municípios
| Cidades | Municípios | Municípios | Municípios |
| --- | --- | --- | --- |
| 1. Bad Muskau 2. Bernstadt auf dem Eigen 3. Ebersbach-Neugersdorf 4. Görlitz 5. Herrnhut 6. Löbau 7. Neusalza-Spremberg 8. Niesky 9. Ostritz 10. Reichenbach 11. Rothenburg 12. Seifhennersdorf 13. Weißwasser 14. Zittau | 1. Beiersdorf 2. Berthelsdorf 3. Bertsdorf-Hörnitz 4. Boxberg 5. Dürrhennersdorf 6. Eibau 7. Gablenz 8. Groß Düben 9. Großschönau 10. Großschweidnitz 11. Hähnichen 12. Hainewalde 13. Hohendubrau 14. Horka 15. Jonsdorf | 1. Kodersdorf 2. Königshain 3. Krauschwitz 4. Kreba-Neudorf 5. Lawalde 6. Leutersdorf 7. Markersdorf 8. Mittelherwigsdorf 9. Mücka 10. Neißeaue 11. Niedercunnersdorf 12. Obercunnersdorf 13. Oderwitz 14. Olbersdorf 15. Oppach | 1. Oybin 2. Quitzdorf am See 3. Rietschen 4. Rosenbach 5. Schleife 6. Schönau-Berzdorf 7. Schönbach 8. Schöpstal 9. Sohland am Rotstein 10. Trebendorf 11. Vierkirchen 12. Waldhufen 13. Weißkeißel |